# Georgette Anys
Georgette Anys, de son vrai nom Marie Georgette Dubois, née le 15 juillet 1909 à Bagneux (Seine) et morte le 4 mars 1993 aux Mureaux (Yvelines), est une actrice française.

## Biographie
Après ses études secondaires, elle suit les cours de Silvain, doyen de la Comédie-Française. Elle se produit dans les opérettes : Phi-Phi, Le comte Obligado, Les Trois Filles, Rosa la rose... Avant guerre, elle est directrice et animatrice de cabarets : au Pou du ciel, Toi et moi, L'académie des vins, La montagne. Beaucoup de radio et de télévision. Quant au cinéma, elle tourne plus de quatre-vingts films, surtout dans les années 1950, sollicitée en Italie et dans des productions hollywoodiennes. Elle participe aux séries culte du petit écran Les Cinq Dernières Minutes, Maigret. Retirée dans sa maison de Menucourt dans le Val-d'Oise, elle meurt d'un cancer à l'Hôpital des Mureaux, âgée de 83 ans.

## Filmographie

### Cinéma
- 1930 : Le Roi des resquilleurs de Pierre Colombier
- 1949 : On ne triche pas avec la vie de René Delacroix et Paul Vandenberghe
- 1949 : Un garçon-garçon  - court métrage - de Georges Meunier

#### Années 1950
- 1950 : Envoi de fleurs de Jean Stelli
- 1950 : Le 84 prend des vacances de Léo Joannon
- 1950 : La Rue sans loi de Marcel Gibaud : Une invitée chez la comtesse
- 1950 : Quai de Grenelle d'Emil-Edwin Reinert : La cliente du magasin
- 1950 : Méfiez-vous des blondes d'André Hunebelle : Une sténo du journal
- 1950 : Les Anciens de Saint-Loup de Georges Lampin
- 1950 : Mystère à Shanghaï de Roger Blanc
- 1950 : Ce pauvre Desbonnets - court métrage - de Georges Jaffé
- 1950 : Merci cher maître  - court métrage - de Georges Jaffé
- 1951 : Garou-Garou, le passe-muraille de Jean Boyer : Maria, la bonne du directeur
- 1951 : La Vie chantée de Noël-Noël
- 1951 : Les Deux Gamines de Maurice de Canonge
- 1951 : Sans laisser d'adresse de Jean-Paul Le Chanois : La concierge de Forestier
- 1951 : Sous le ciel de Paris de Julien Duvivier :Madame Malingret
- 1951 : Ils étaient cinq de Jack Pinoteau
- 1951 : Moumou de René Jayet
- 1951 : Sérénade au bourreau de Jean Stelli
- 1951 : Pas de vacances pour Monsieur le Maire de Maurice Labro : Une créancière
- 1951 : Un grand patron d'Yves Ciampi
- 1951 : Seul dans Paris de Hervé Bromberger : La dame du métro
- 1952 : Fanfan la Tulipe de Christian-Jaque : Mme Tranche-Montagne
- 1952 : Seuls au monde de René Chanas
- 1952 : La Danseuse nue de Pierre Louis
- 1952 : Monsieur Taxi d'André Hunebelle : La marchande de salades
- 1952 : La Fête à Henriette de Julien Duvivier : La fleuriste
- 1952 : La Fugue de monsieur Perle de Pierre Gaspard-Huit et Roger Richebé : La patronne du bistrot de Romainville
- 1953 : Week-end à Paris (Innocents in Paris) de Gordon Parry : La femme de Célestin, le taxi
- 1953 : Mon mari est merveilleux d'André Hunebelle : L'aubergiste
- 1953 : Minuit quai de Bercy de Christian Stengel : Mme Soriano, une cliente du masseur
- 1953 : L'Appel du destin de Georges Lacombe
- 1953 : Quitte ou double de Robert Vernay
- 1953 : Le Petit Garçon perdu (Little boy lost) de George Seaton : Madame Quilleboeuf
- 1953 : Week-end à quatre (A Day to Remember) de Ralph Thomas
- 1953 : Les femmes mènent le jeu (Scampolo '53) de Giorgio Bianchi
- 1954 : L'Étrange Désir de monsieur Bard de Géza von Radványi : Julie, l'épicière
- 1954 : La Chair et le Diable de Jean Josipovici : Mme Ancelin
- 1954 : Les femmes s'en balancent de Bernard Borderie : La matrone
- 1954 : Le Feu dans la peau de Marcel Blistène : La veuve Barrot
- 1954 : Madame du Barry de Christian-Jaque : La mère de Brutus, une citoyenne à la fête
- 1955 : Pas de coup dur pour Johnny d'Émile Roussel
- 1955 : Les Évadés de Jean-Paul Le Chanois : La travailleuse libre
- 1955 : Milord l'Arsouille d'André Haguet
- 1955 : Frou-Frou d'Augusto Genina : La femme du train
- 1955 : L'Impossible Monsieur Pipelet d'André Hunebelle : La tante Mathilde, épouse de Robert
- 1955 : Treize à table d'André Hunebelle
- 1955 : La Main au collet (To catch a thief) d'Alfred Hitchcock : Germaine
- 1956 : Les Mains liées de Roland Quignon et Paul Vandenberghe
- 1956 : Paris Canaille de Pierre Gaspard-Huit
- 1956 : Les Aventures de Gil Blas de Santillane de René Jolivet
- 1956 : À la manière de Sherlock Holmes de Henri Lepage
- 1956 : Marie-Antoinette reine de France de Jean Delannoy : Une émeutière
- 1956 : La Traversée de Paris de Claude Autant-Lara : Lucienne Couronne, la cafetière
- 1956 : Les Vendanges (The Vintage) de Jeffrey Hayden
- 1956 : Mannequins de Paris d'André Hunebelle : Mme Vauthier
- 1956 : L'Homme et l'Enfant de Raoul André
- 1956 : Le Sang à la tête de Gilles Grangier : Titine Babin, la poissonnière
- 1956 : L'Homme aux clefs d'or de Léo Joannon : Mme Irma, la patronne de l'hôtel
- 1957 : Adorables démons de Maurice Cloche : La concierge
- 1957 : Mademoiselle et son gang de Jean Boyer : "Gravos", une ancienne complice de Sam
- 1957 : Sylviane de mes nuits de Marcel Blistène
- 1957 : Ah ! Quelle équipe de Roland Quignon
- 1957 : Les Espions d'Henri-Georges Clouzot : La buraliste
- 1958 : Premier mai ou Le père et l'enfant de Luis Saslavsky : Mme Tartet
- 1958 : Le désir mène les hommes de Mick Roussel
- 1958 : Les Jeux dangereux de Pierre Chenal
- 1958 : Le Miroir à deux faces d'André Cayatte : Marguerite Benoît
- 1958 : Prisons de femmes de Maurice Cloche
- 1959 : La Nuit des traqués de Bernard Roland
- 1959 : Drôles de phénomènes de Robert Vernay
- 1959 : Nuits de Pigalle de Georges Jaffé
- 1959 : Quai des illusions d'Émile Couzinet

#### Depuis 1960
- 1960 : Le Pain des Jules de Jacques Séverac
- 1961 : Fanny de Joshua Logan : Honorine Cabanisse
- 1961 : Le Jugement dernier de Vittorio De Sica
- 1962 : La Sage-femme, le Curé et le Bon Dieu (Jessica) d'Oreste Palella (it) et Jean Negulesco
- 1962 : Bon voyage ! de James Neilson : Mme Clebert
- 1963 : Le Grand Duc et l'Héritière (Love is a ball) de David Swift
- 1965 : Le Chant du monde de Marcel Camus
- 1965 : Choc (Moment to Moment) de Mervin Le Roy
- 1971 : Jupiter de Jean-Pierre Prévost
- 1973 : Les Gants blancs du diable de László Szabó
- 1974 : Le Seuil du vide de Jean-François Davy : La mère de Wanda
- 1974 : Zig-Zig de László Szabó : La cantatrice
- 1974 : L'Évasion de Hassan Terro de Mustapha Badie
- 1976 : À l'ombre d'un été de Jean-Louis van Belle
- 1984 : Cheech & Chong's The Corsican Brothers de Tommy Chong

### Télévision
- 1960 : Les Cinq Dernières Minutes, épisode Au fil de l'histoire de Claude Loursais : Mme Bolozon
- 1962 : Le Théâtre de la jeunesse : Gavroche d'après Les Misérables de Victor Hugo, réalisation Alain Boudet : Mme Burgon
- 1965 : Le Théâtre de la jeunesse : Gaspard des montagnes de Henri Pourrat, réalisé par Jean-Pierre Decourt : la vieille
- 1967 : Les Cinq Dernières Minutes, épisode Un mort sur le carreau de Roland-Bernard
- 1968 : Le Théâtre de la jeunesse : Les Mesaventures de Jean Paul Choppart de Louis Desnoyers, réalisé par Yves-André Hubert : La reine
- 1971 : Le Voyageur des siècles de Jean Dréville
- 1974 : Messieurs les jurés : L'Affaire Savigné-Montorey de Pierre Nivollet
- 1974 : Le Port de Claude Santelli
- 1974 : Valérie, de François Dupont-Midi
- 1974 : Gil Blas de Santillane, feuilleton de Jean-Roger Cadet
- 1974 : La Confession d'un enfant du siècle de Claude Santelli
- 1975 : Les Cinq Dernières Minutes, épisode La mémoire longue de Claude Loursais : Georgette
- 1975 : Les Cinq Dernières Minutes, épisode Patte et griffe de Claude Loursais : Madame Chaudon
- 1977 : Les Enquêtes du commissaire Maigret, épisode : L'Amie de Mme Maigret de Marcel Cravenne
- 1979 : Le Crime des innocents, téléfilm  de Roger Dallier : La Madelon
- 1979 : Les 400 Coups de Virginie de Bernard Queysanne
- 1980 : Fantômas, feuilleton de Claude Chabrol et Juan Luis Buñuel : Mme Doulenques, la concierge
- 1981 : Sans famille, mini-série de Jacques Ertaud, épisode 3 La Proie pour Londres : la tenancière

## Théâtre
- 1955 : Liberty Bar de Frédéric Valmain, mise en scène Jean Dejoux, Théâtre Charles de Rochefort
- 1958 : Le Pain des jules d'Ange Bastiani, mise en scène Jean Le Poulain, Théâtre des Arts
- 1959 : Le Pain des jules d'Ange Bastiani, mise en scène Jean Le Poulain, Théâtre des Arts
- 1960 : Rosa la Rose d'Ange Bastiani, mise en scène Michel de Ré, Théâtre des Capucines
- 1962 : Le Pain des jules d'Ange Bastiani, mise en scène Jean Le Poulain, Théâtre des Arts